# Зоряное (Днепропетровская область)
Зо́ряное (укр. Зоряне) — село,
Зорянский сельский совет,
Межевский район,
Днепропетровская область,
Украина.
Код КОАТУУ — 1222683301. Население по переписи 2001 года составляло 1021 человек.
Является административным центром Зорянского сельского совета, в который, кроме того, входят сёла
Зелёное,
Крутояровка,
Малая Покровка,
Малиево,
Малиевское,
Мироновое и
Полтавское.

## Географическое положение
Село Зоряное находится в 7-и км от правого берега реки Бык,
в 2,5 км от сёл Малиевское и Зелёное (Добропольский район).
По селу протекает пересыхающий ручей с запрудой.

## История
- 1957 год — село Осотинское переименовано в село Зоряное.

## Экономика
Агрофирма "Схид Агро"

## Объекты социальной сферы
- Школа.
- Детский сад.
- Больница.
- Дом культуры.
- Музей истории.
- Стадион "Совхоз-Арена.

## Достопримечательности
- Братская могила советских воинов.